# Puchar Turcji w piłce siatkowej mężczyzn
Puchar Turcji w piłce siatkowej mężczyzn – cykliczne krajowe rozgrywki sportowe, organizowane corocznie od 1988 r. przez Turecki Związek Piłki Siatkowej (Türkiye Voleybol Federasyonu) dla tureckich męskich klubów siatkarskich.
Pierwszym triumfatorem w rozgrywkach był klub Sönmez Filament Bursa. Jak dotychczas najwięcej razy (ośmiokrotnie) w Pucharze Turcji triumfował Halkbank.

## Triumfatorzy
| Sezon     | Miejsce finału                                                          | Zdobywca pucharu                                                        | Finalista                                                               | Wynik finału                                                                    |
| --------- | ----------------------------------------------------------------------- | ----------------------------------------------------------------------- | ----------------------------------------------------------------------- | ------------------------------------------------------------------------------- |
| 1988/1989 |                                                                         | Sönmez Filament Bursa                                                   | Emlakbank Ankara                                                        | 3:2 (16:14, 15:12, 8:15, 11:15, 15:9) 3:0 (15:11, 15:12, 16:14)                 |
| 1989/1990 |                                                                         | Eczacıbaşı Stambuł                                                      | Ziraat Bankası                                                          | 3:0 (15:4, 15:13, 15:12) 3:0 (16:14, 15:13, 15:8)                               |
| 1990/1991 |                                                                         | Eczacıbaşı Stambuł                                                      | Ziraat Bankası                                                          | 3:0 (16:14, 15:5, 15:12) 3:2 (13:15, 15:5, 12:15, 15:12, 16:14)                 |
| 1991/1992 |                                                                         | Halkbank                                                                | Sönmez Filament Bursa                                                   | rozgrywki grupowe                                                               |
| 1992/1993 |                                                                         | Halkbank                                                                | Arçelik                                                                 | 3:0 (15:8, 15:13, 15:12) 3:1 (15:10, 12:15, 15:5, 15:12)                        |
| 1993/1994 |                                                                         | Netaş Stambuł                                                           | Arçelik                                                                 | 3:2 (15:12, 13:15, 15:8, 15:17, 19:17) 3:2 (17:15, 15:10, 14:16, 3:15, 15:13)   |
| 1994/1995 |                                                                         | Eczacıbaşı Stambuł                                                      | Arçelik                                                                 | 3:0 (15:9, 15:11, 16:14) 3:1 (14:16, 15:12, 16:14, 15:6)                        |
| 1995/1996 |                                                                         | Halkbank                                                                | İstanbul Büyükşehir Belediyesi                                          | 1:3 3:0 (15:9, 15:4, 15:5)                                                      |
| 1996/1997 |                                                                         | Netaş Stambuł                                                           | Halkbank                                                                | rozgrywki grupowe                                                               |
| 1997/1998 |                                                                         | Netaş Stambuł                                                           | Arçelik                                                                 | 3:2 (14:16, 17:15, 12:15, 15:6, 15:11)                                          |
| 1998/1999 |                                                                         | Netaş Stambuł                                                           | Galatasaray                                                             | 3:1 (25:20, 25:21, 24:26, 26:24)                                                |
| 1999/2000 |                                                                         | Arçelik                                                                 | Erdemirspor Zonguldak                                                   | 3:0 (25:19, 26:24, 25:19)                                                       |
| 2000/2001 |                                                                         | Arçelik                                                                 | İstanbul Büyükşehir Belediyesi                                          | 3:0 (25:18, 26:24, 25:19)                                                       |
| 2001/2002 |                                                                         | SSK Ankara                                                              | Arçelik                                                                 | 3:2 (22:25, 25:20, 15:25, 25:20, 15:12)                                         |
| 2002-2007 |                                                                         |                                                                         |                                                                         |                                                                                 |
| 2007/2008 |                                                                         | Fenerbahçe                                                              | Arkas Spor Izmir                                                        | 3:1 (26:28, 29:27, 25:17, 29:27) 3:0 (25:23, 25:20, 25:22)                      |
| 2008/2009 |                                                                         | Arkas Spor Izmir                                                        | Ziraat Bankası                                                          | 3:2 (26:28, 20:25, 25:18, 25:18, 15:13) 2:3 (18:25, 29:27, 24:26, 25:19, 12:15) |
| 2009/2010 |                                                                         | Ziraat Bankası                                                          | Galatasaray                                                             | 3:1 (19:25, 25:20, 25:18, 25:21) 3:1 (26:24, 25:23, 19:25, 25:22)               |
| 2010/2011 | Ankara                                                                  | Arkas Spor Izmir                                                        | Fenerbahçe                                                              | 3:2 (25:23, 23:25, 20:25, 25:16, 15:13)                                         |
| 2011/2012 | Eskişehir                                                               | Fenerbahçe                                                              | Galatasaray                                                             | 3:1 (25:20, 23:25, 25:23, 25:17)                                                |
| 2012/2013 | Gaziantep                                                               | Halkbank                                                                | Arkas Spor Izmir                                                        | rozgrywki grupowe                                                               |
| 2013/2014 | Izmir                                                                   | Halkbank                                                                | Fenerbahçe                                                              | rozgrywki grupowe                                                               |
| 2014/2015 | Bursa                                                                   | Halkbank                                                                | Arkas Spor Izmir                                                        | 3:0 (25:18, 25:23, 25:22)                                                       |
| 2015/2016 |                                                                         |                                                                         |                                                                         |                                                                                 |
| 2016/2017 | Balıkesir                                                               | Fenerbahçe                                                              | Halkbank                                                                | 3:1 (25:23, 25:20, 15:25, 25:21)                                                |
| 2017/2018 | Şanlıurfa                                                               | Halkbank                                                                | Maliye Piyango                                                          | 3:2 (23:25, 25:22, 25:16, 21:25, 15:11)                                         |
| 2018/2019 | Malatya                                                                 | Fenerbahçe                                                              | Galatasaray                                                             | 3:2 (25:20, 25:18, 20:25, 22:25, 15:12)                                         |
| 2019/2020 | Z powodu pandemii COVID-19 rozgrywki zostały przerwane i niedokończone. | Z powodu pandemii COVID-19 rozgrywki zostały przerwane i niedokończone. | Z powodu pandemii COVID-19 rozgrywki zostały przerwane i niedokończone. | Z powodu pandemii COVID-19 rozgrywki zostały przerwane i niedokończone.         |
| 2020/2021 | Ankara                                                                  | Spor Toto                                                               | Halkbank                                                                | 3:1 (25:27, 25:18, 25:19, 25:17)                                                |
| 2021/2022 | Sivas                                                                   | Arkas Spor Izmir                                                        | Galatasaray                                                             | 3:2 (25:23, 22:25, 25:17, 27:29, 15:8)                                          |
| 2022/2023 | Bursa                                                                   | Halkbank                                                                | Fenerbahçe                                                              | 3:0 (25:21, 25:18, 25:12)                                                       |
| 2023/2024 | Bursa                                                                   | Halkbank                                                                | Arkas Spor Izmir                                                        | 3:1 (23:25, 25:23, 28:26, 25:23)                                                |
| 2024/2025 | Rize                                                                    | Fenerbahçe                                                              | Halkbank                                                                | 3:0 (25:19, 25:23, 25:17)                                                       |

## Bilans klubów
| Lp. | Klub                           | złoto | srebro |
| --- | ------------------------------ | ----- | ------ |
| 1.  | Halkbank                       | 9     | 4      |
| 2.  | Fenerbahçe                     | 5     | 3      |
| 3.  | Netaş Stambuł                  | 4     | 0      |
| 4.  | Arkas Spor Izmir               | 3     | 4      |
| 5.  | Eczacıbaşı Stambuł             | 3     | 0      |
| 6.  | Arçelik                        | 2     | 5      |
| 7.  | Ziraat Bankası                 | 1     | 3      |
| 8.  | Sönmez Filament Bursa          | 1     | 1      |
| 9.  | Maliye Piyango/Spor Toto       | 1     | 1      |
| 10. | SSK Ankara                     | 1     | 0      |
| 11. | Galatasaray                    | 0     | 5      |
| 12. | İstanbul Büyükşehir Belediyesi | 0     | 2      |
| 13. | Emlakbank Ankara               | 0     | 1      |
| 14. | Erdemirspor Zonguldak          | 0     | 1      |